# Свети Спас (Горно Кърчища)
„Свето Възнесение Господне/Христово“ или „Свети Спас“ (на албански: Kisha e Shën Sotirit) е православна църква, разположена в дебърското село Горно Кърчища, Албания. Част е от Тиранската и Драчка епархия. В 1970 година църквата е обявена за културен паметник на Албания под № 45. На храмовия празник Спасовден в църквата се събират хора по потекло от Ърбеле и Горно Кърчища, живеещи в Албания и Северна Македония.

## Архитектура
В архитектурно отношение църквата е еднокорабен засводен храм. В интериора на дългите стени има по двойка слепи ниши.

## Стенописи
В храма има добре запазени нереставрирани стенописи. В апсидата е изписана Света Богородица Влахернска. В полукръглата ниша между допоясните изображения на двама ангели на олтара е легнал Младенецът Христос (Мелисмос), фланкиран от Свети Василий Велики и Свети Йоан Хрисостом. В най-горана част на източната стена е Възнесението заедно с Убрус, държан от Света Богородица. В средната зона е Благовещение. Дякон, най-вероятно Свети Стефан, и неидентифициран светец с брада заемат съответно нишите на протезиса и диаконикона.
В свода има три изображения на Христос в медальони - от запад на изток Христос Ангел на Велкия съвет, обграден от четири шесткрили серафими, Христос Вседържител с четирите символи на евангелистите и (най-вероятно) Христос по-стар от дните, но последният образ е напълно унищожен. От всяка страна на ниските части на свода са изписани шест пророци, разделени на три двойки с две рипиди. В средата има шесткрил херувим.
Горната зона на стените е заета от сцени от Христовия цикъл, които както е обичайно започват от източния край на южната стена: Рождество, Сретение, Кръщение, Възкресение Лазарево (южна стена), Преображение (западна стена), Влизане в Йерусалим, Разпятие, Мироносци, Слизане в Ада (северна стена). Мястото между входа и Преображение на западната стена, както е обичайно е заето от Успение Богородично. Отдолу от двете страни на входа са Архангел Михаил и Константин и Елена с Честния кръст.
В източната сляпа ниша на северната стена са изписани Видението на Петър Александрийски и Дейсис с Христос на трон, Богородица и Свети Йоан (в долната част), Свети Прокопий и друг мъченик (в горната), а в западната - Свети Георги на кон. На южната стена в долната зона на източната сляпа ниша са Кирил Александрийски и Елевтерий обърнати на изток, неидентифициран светец и Света Неделя, както и един ангел на върха на арката. Западната сляпа ниша е заета от Свети Димитър на кон, убиващ цар Калоян с копие, както и Свети Николай. Мъчениците Прокопий на север и Меркурий на юг са един срещу друг в пространствата между слепите ниши на всяка стена.
Изображенията са типични за територията на Охридската архиепископия. Самотното изображение на Свети Николай, вероятно е жест на ктитор.
В еднокорабните църкви от XIV - XV век има няколко варианта за комбиниране на христологичните и апокалиптични сюжети в свода. В „Света Богородица Елеуса“ в Нивици (1409/10) са изобразени Възнесение, Ангел на Великия съвет и Вседържител - модел сходен с този в Кърчища. Странното изображение на Убрус в сцената на Възнесение има паралел в „Свети Спас“ в Лескоец (1461/2), в „Света Богородица“ в Пешкъпи, в „Света Параскева“ в Бер (около 1600). Дейсисът на северната стена също е типичен за еднокорабните базилики и вероятно е преместване на проскинитариите от иконостаса на стената.
Сигнатурите в храма са славянски. Сцената Влизане в Йерусалим е сигнирана на гръцки, но с кирилски букви О ВАНФОРОСЬ, с грешен член за рода. Това показва двата църковни езика - славянски за българите и гръцки за албанците и власите.
Стенописите са изпълнени просто с твърди очертания и доста плоско, двуизмерно предаване на фигурите, особено на лицата. Зографът е продължител на наивното, местно изкуство от късния XIV и ранния XV век. Експресивното мирно лице на Света Богородица в Успение Богородично обаче може да се смята за реалистичен елемент. Костурската художествена школа между 1480 и началото на XVI век комбинира местната Палеологова традиция с Готическия стил.
Така, като се вземе предвид турболентната ситуация в Дебърско по време на въстанието на Скендербег (1444 – 1479), стенописите са създадени след възстановяването на османската власт и умиротворяването на района. Добра база за датировка може да е сравнение с църквата „Преображение Господне“ в Тремищ (1560) край Пърмет, чиито стенописи, въпреки някои прилики с тези от Кърчища, вече показват доминиращия около 1600 година стил. Така тяхната дата 1560 може да се приеме за terminus ante quem за кърчищките, които трябва да се датират в първите четири-пет десетилетия на XVI век.